# Iklin
Iklin és un municipi del centre de Malta, amb una població de 3.247 l'any 2021. Iklin es va establir a mitjans del segle XX; però alguns jaciments arqueològics i una capella medieval, anomenada capella de Sant Miquel, són una prova dels assentaments anteriors. Fins fa poc, es considerava que la ciutat formava part dels Tres pobles de Malta, com a part de Lija. Amb la separació d'Iklin de Lija, Iklin ja no forma part dels tres pobles. Limita amb Għargħur, San Ġwann, Birkirkara, Balzan i Naxxar.
Iklin es divideix en el revestiment inferior d'Iklin a la circumval·lació de Birkirkara i l'Iklin superior. A Lower Iklin les cases es construeixen una al costat de l'altra, en general viles i dúplex però també recentment alguns apartaments. A Upper Iklin la terra es troba en un turó prop de Naxxar i la terra es considera més cara; en general el terreny està format per xalets i masies. Les dues parts comparteixen dos fets comuns, el disseny estructural dels barris i les zones d'estar en silenci general.